# William Herschel
William Herschel, nacido Friedrich Wilhelm Herschel (Reino Unido: /ˈwɪlɪəm ˈhɜːʃəl/; Hannover, Brunswick-Luneburgo, Sacro Imperio Romano Germánico, 15 de noviembre de 1738-Slough, Berkshire, Reino Unido de Gran Bretaña e Irlanda, 25 de agosto de 1822), fue un astrónomo y músico germano-británico, descubridor del planeta Urano y de otros numerosos objetos celestes, y padre del también astrónomo John Herschel.

## La música y la guerra

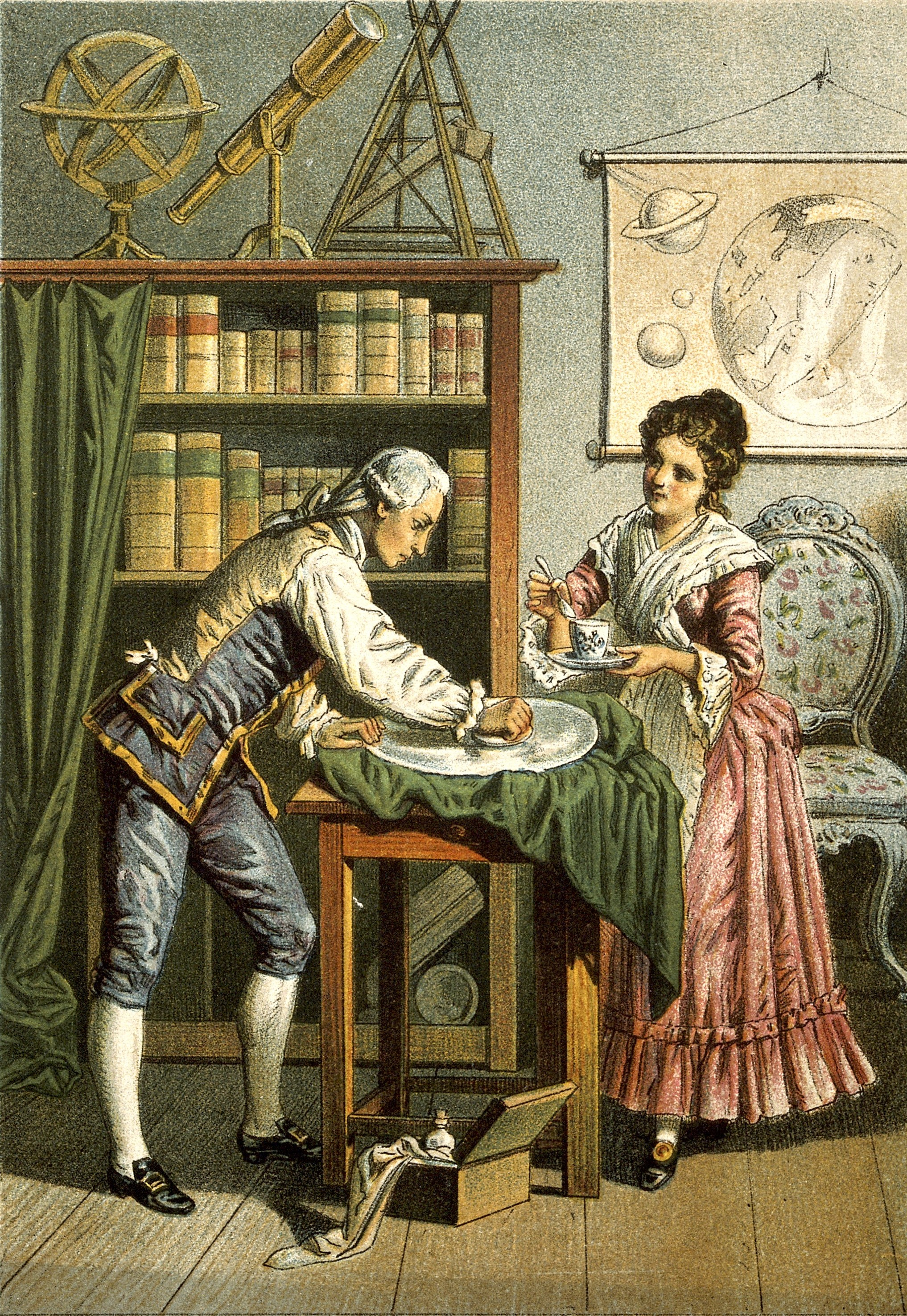
William Herschel y Caroline Herschel

Friedrich W. Herschel nació del matrimonio formado por el músico militar Isaak Herschel y Anna Ilse Moritzen. Influido por sus padres, Friedrich estudió música y se convirtió en un competente intérprete de oboe, uniéndose a su padre y a su hermano Jacob en la banda del Regimiento de Guardias.
En 1757, participó en la batalla de Hastenbeck entre Francia y Brunswick-Luneburgo, durante la guerra de los Siete Años, y los más de 5000 muertos que presenció le causaron una honda impresión, que lo llevó a alejarse de su país natal y afincarse con su hermano en Inglaterra. Jacob decidió regresar a Hannover después de dos años, pero Friedrich Wilhelm (a quien los ingleses llamaban ahora "William", nombre que lo acompañaría para siempre) prefirió quedarse.
El joven Herschel profundizó en Inglaterra sus estudios musicales: se convirtió en profesor primero, en organista en Halifax (1765) y al año siguiente era ya director de orquesta en Bath.
En 1772 vino su hermana Caroline Herschel a vivir con él en Bath. Fue entonces cuando ocurrió el episodio que cambiaría la vida de William: el 10 de mayo de 1773 compró un libro (la "Astronomía" de James Ferguson) y se enamoró para siempre de la ciencia de los cielos.

## Observación y construcción de telescopios
Ávido de conocimientos y dotado de una gran habilidad manual, Herschel comenzó desde el principio a calcular, diseñar y construir sus propios telescopios. Menos de un año después de haber comprado el libro de Ferguson, Herschel calculaba y pulía ya los más perfectos y poderosos espejos de todo el mundo, porque comprendió enseguida que el futuro dependía de los telescopios reflectores y no de los refractores.
Mientras construía los instrumentos observaba los cielos. En fecha tan temprana como febrero de 1774 ya había observado la nebulosa de Orión, descubierta en 1610.
El 13 de marzo de 1781 Herschel observó un objeto no registrado que a primera vista parecía un cometa: estudiándolo con todo cuidado, pronto consiguió determinar que en realidad se trataba de un nuevo planeta, Urano.

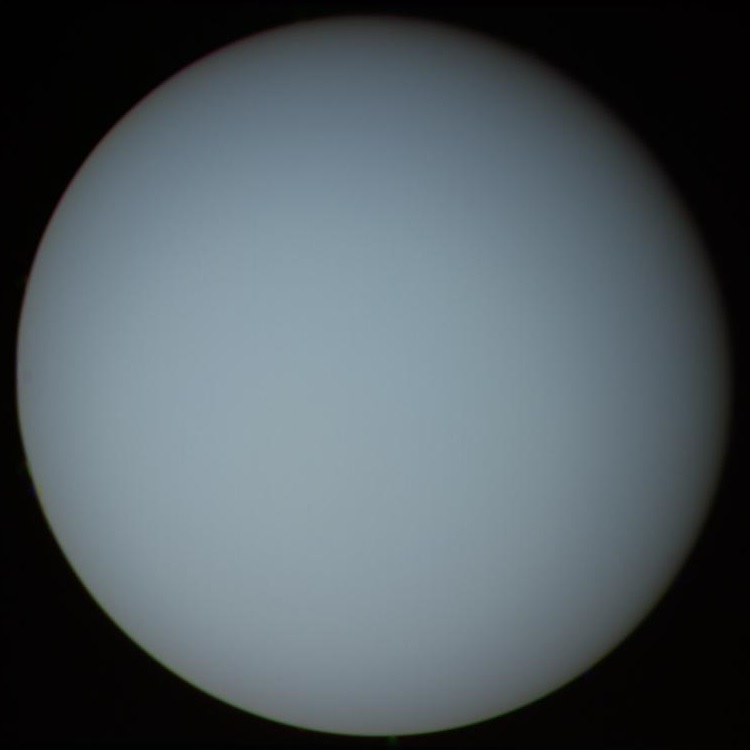
Urano (foto del Voyager 2, NASA).

Herschel había descubierto el objeto probando su recién construido telescopio reflector de 152 mm. Lo había apuntado a la constelación de Géminis y había observado una estrella que no se suponía que estuviese allí. A la potencia de su instrumento, parecía poseer un disco planetario (de allí la confusión con un cometa). Brillaba con un color amarillo y se desplazaba lentamente.
Observándolo noche tras noche, Herschel llegó a la conclusión de que había descubierto el séptimo planeta del sistema solar. Pidió a otros astrónomos que confirmaran su diagnóstico, y todos estuvieron de acuerdo con él: existía un nuevo planeta situado al doble de la distancia de Saturno.

## La cuestión del nombre del planeta Urano
Poner nombre a un objeto astronómico es privilegio de su descubridor: con galantería, Herschel bautizó al planeta con el curioso nombre de Georgium Sidus ("Planeta Jorge"), en un extraño homenaje al rey Jorge III de Inglaterra que acababa de perder parte de sus posesiones en América del Norte por la independencia estadounidense de 1776.
El "Planeta Jorge" siguió llamándose así hasta bien entrado el siglo XIX, a pesar de la oposición del astrónomo Johann Elert Bode, que insistía en que Herschel debía continuar con la tradición mitológica. Si los nombres de los planetas contiguos eran Marte, Júpiter y Saturno, el recién llegado debía bautizarse Urano. Bode justificaba su punto de vista en que se debía continuar la secuencia genealógica: nieto, padre, abuelo. El bisabuelo (padre de Saturno) era Urano, que adecuadamente personificaba al cielo estrellado.
Es curioso que Bode insistiese tanto en hacer cambiar el nombre de Urano por uno contemplado en las convenciones, ya que él mismo solía bautizar sus descubrimientos con nombres mucho más extravagantes que "Jorge". Así, llamó a ciertas constelaciones "El Gato", "El Aparato Químico", "Globo Aerostático" y "Oficina Tipográfica". El caso extremo se produjo al bautizar Bode a una constelación con el nombre de "Los Honores de Federico" en honor al rey de Prusia. El astrónomo francés Lalande propuso, por su parte, bautizar el planeta como "Herschel", aunque la idea que perduró fue la de Bode.
Aunque se dice que en 1827 el nombre de Urano ya era muy usual en Inglaterra, hasta 1850 el Almanaque Náutico británico siguió llamando al planeta "Jorge" en sus efemérides astronómicas. Finalmente el astrónomo John Couch Adams logró convencer a los editores del Almanaque para que lo cambiaran por el nombre actual.

## Observaciones anteriores de Urano

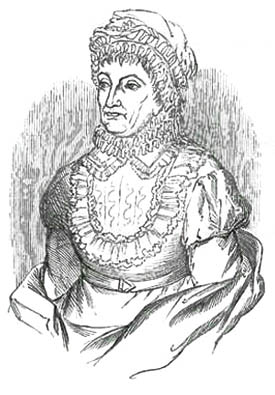
Caroline Herschel, hermana y asistente del sabio.

Como se da el hecho de que, bajo ciertas condiciones, Urano es visible a simple vista, es muy probable que haya sido divisado a ojo desnudo en la Prehistoria o en la Antigüedad, circunstancia que no ha quedado registrada. Galileo lo observó en 1612 durante una conjunción con Júpiter, anotándolo como un satélite galileano de este último. También el Astrónomo Real sir John Flamsteed catalogó en 1690 a Urano como una estrella en la constelación de Tauro a la que llamó 34 Tauri. Algunos años más tarde el francés Pierre Charles Le Monnier observó a Urano durante ocho noches completas, pero nunca acertó a notar su movimiento planetario. Otros dieciocho astrónomos también anotaron al planeta en sus catálogos, pero siempre confundiéndolo con una estrella fija. Estas observaciones sirvieron a lo largo del siglo XX para determinar mejor la órbita de Neptuno.

## Los objetos de Cielo Profundo

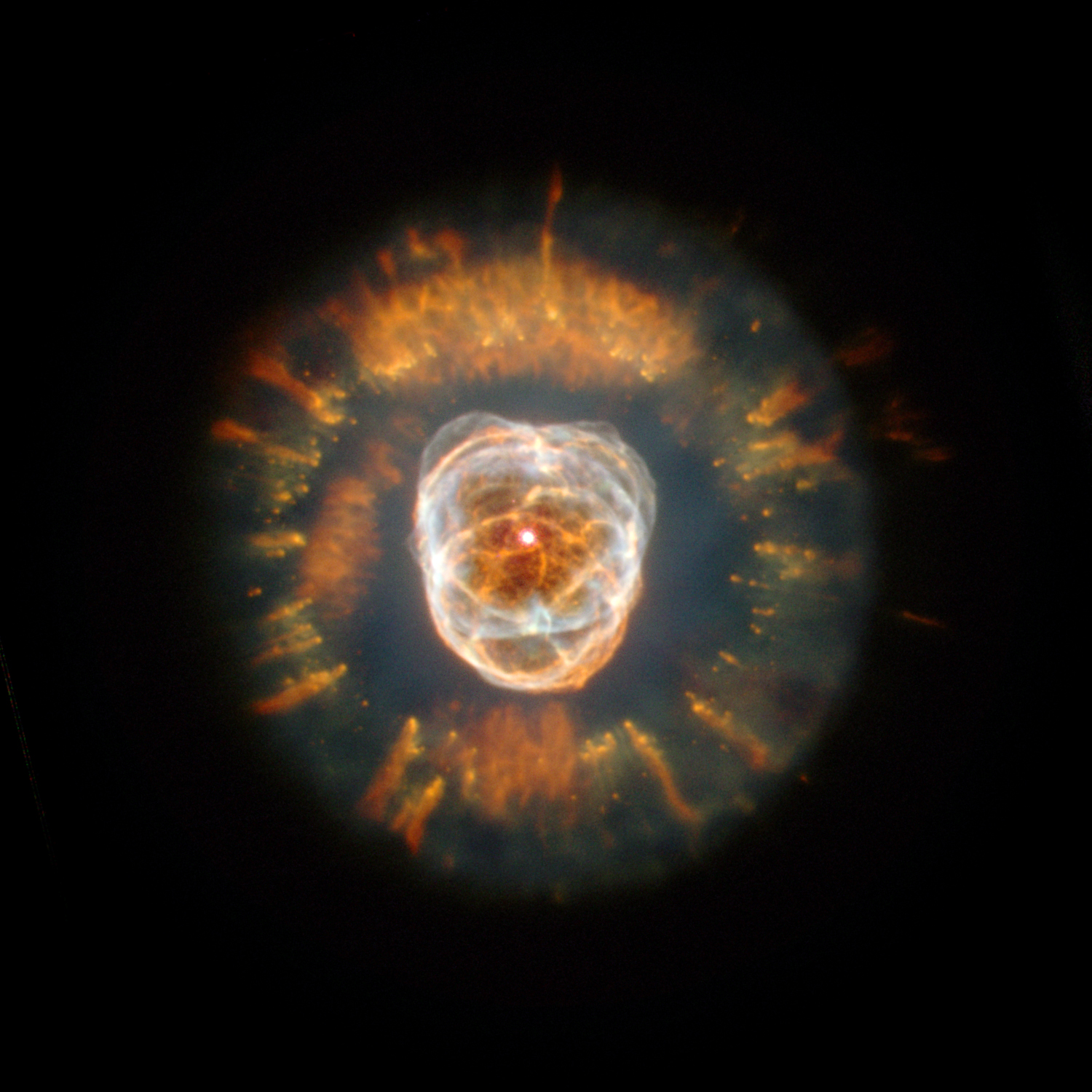
La Nebulosa Esquimal en la constelación de Géminis, descubierta por Herschel en 1797.

El rey Jorge premió a Herschel por su descubrimiento de Urano nombrándolo miembro de la Real Sociedad de Ciencias. Gracias al salario que este nombramiento le procuraba, el astrónomo pudo abandonar definitivamente la música como medio de vida y dedicarse en forma exclusiva a su ciencia. Efectuaba más y mejores observaciones (siempre asistido por su hermana Caroline, a la que había transmitido su interés por la astronomía), y comenzó a construir instrumentos cada vez más potentes y evolucionados.
En 1782 ya ostentaba el título de Astrónomo Real de la Corte, cuando un amigo que había conocido en la Real Sociedad, William Watson, le regaló un Catálogo de Messier, que estimuló el interés de Herschel por las nebulosas y los cúmulos globulares, llamados en conjunto "objetos del espacio profundo". En el mes de agosto de 1782, Herschel comenzó a investigar los objetos descritos en el libro con sus telescopios, más poderosos que los que el propio Charles Messier, autor del Catálogo, jamás poseyó. Para septiembre, se había convencido de que el libro solo contenía una ínfima parte de los objetos de espacio profundo existentes en la realidad, por lo que decidió dedicarse a una minuciosa, extensa y sistemática búsqueda en todas las partes del cielo visible desde su observatorio. El proceso empezó el 23 de octubre de 1783, con la ayuda de Caroline y utilizando su refractor de 157 aumentos y campo de 15' y 4" de arco. Cinco días más tarde hizo su primer descubrimiento: NGC 7184, una pequeña galaxia en la constelación de Acuario de magnitud 11,2. En su propio catálogo la llamó "H II.1". A este descubrimiento siguieron otros, a una velocidad tal que solo puede atribuirse a la soberbia calidad de sus instrumentos: en un año y medio descubrió 1000 nuevos objetos de espacio profundo, cuya lista publicó en su propio Catálogo de 1786. En 1789 había descubierto otros 1000, y 500 más en 1802. Un tiempo después agregó otros 14. Así, en un lapso de menos de dos décadas, Herschel descubrió 2514 nuevos objetos de espacio profundo, entre los que se cuentan cúmulos globulares, nebulosas y galaxias.

## Importantes descubrimientos
En 1783 Herschel descubrió que el Sol no estaba quieto como siempre se había creído: comparando las observaciones de diferentes estrellas relativamente "fijas", demostró que la nuestra se desplaza, arrastrando a la Tierra y al resto de su séquito planetario, hacia la estrella Lambda Herculis. También bautizó al punto hacia el que se dirige ese movimiento como ápex solar. 
En 1787, cuatro años más tarde, descubrió a Titania y Oberón, dos lunas de Urano. En 1789 descubrió Mimas y Encélado, dos lunas de Saturno.

## Vida familiar
En 1788, William Herschel contrajo matrimonio con la viuda Mary Baldwin Pitt, que había estado casada con el poderoso comerciante londinense John Pitt. La señora Pitt había perdido a su primer esposo dos años antes de conocer a Herschel. En 1792 dio a luz al único hijo del astrónomo (que, corriendo el tiempo, seguiría los pasos de su padre), John Herschel, en Slough, Inglaterra.

## Un telescopio gigante

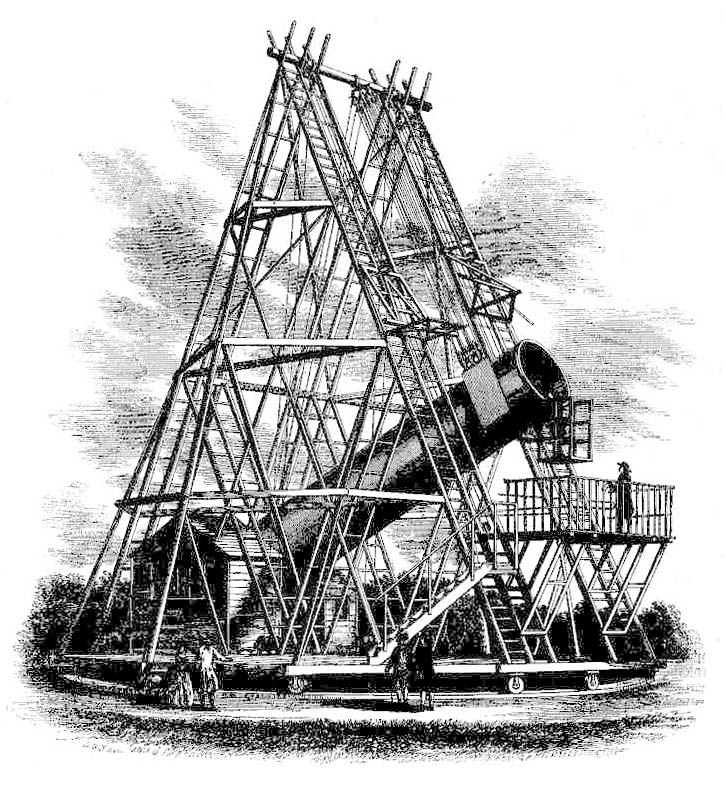
El “Gran Cuarenta-Pies” de Herschel.

Luego de trabajar sin cesar durante dos años, William completó en 1789 la construcción de su más grande y poderoso telescopio: una especie de gigante con una apertura de 1,2 m, conocido como Telescopio de 40 pies por la longitud de su tubo. Lo apuntó al cielo nocturno por primera vez el 28 de agosto y en contados minutos descubrió la sexta luna de Saturno, Encélado. El 17 de septiembre detectó por primera vez la séptima luna, Mimas, lo que da una idea de la extraordinaria calidad óptica de ese enorme instrumento. El Herschel de 1,2 m mantuvo la marca de ser el mayor telescopio del mundo durante más de cincuenta años, para ser superado solamente por el "Leviatán" de Lord Rosse, que poseía un espejo de 1,98 m de diámetro.
Pero el gigante era difícil de operar, por lo que Herschel siguió prefiriendo su viejo y fiable telescopio reflector de 45 cm (18 pulgadas) con el que había descubierto miles de galaxias en el pasado. Volviendo siempre a él, tuvo tiempo incluso para descubrir las "nebulosas espirales", a pesar de que algunos atribuyen este descubrimiento a lord Rosse.

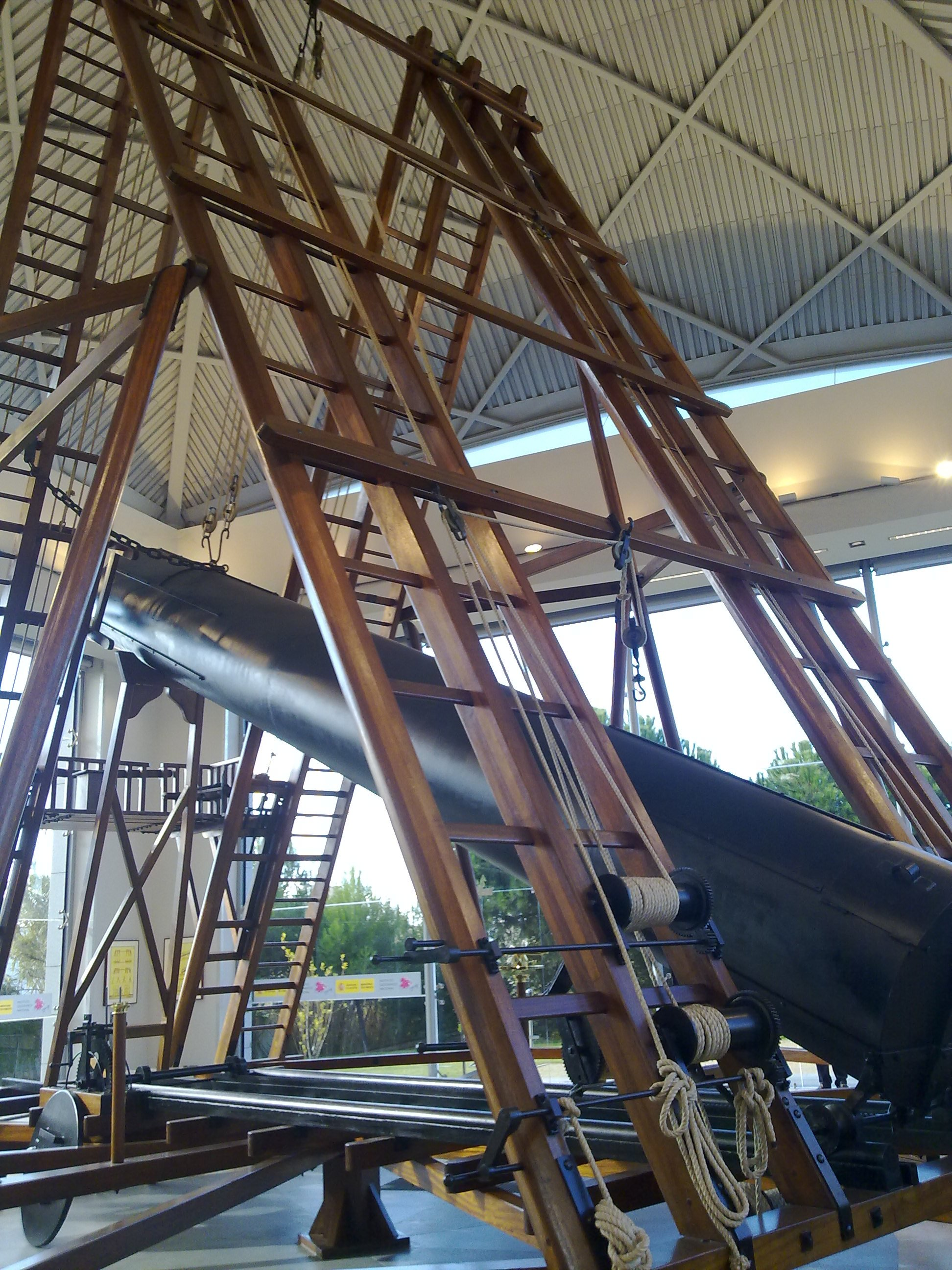
Reconstrucción del gran telescopio de Herschel en el Real Observatorio de Madrid.

Herschel construyó otro gran telescopio reflector, de 60 cm de diámetro, que fue instalado junto al edificio principal del Real Observatorio de Madrid, diseñado por Juan de Villanueva, en una pequeña colina situada junto al actual parque del Retiro. Destruido en 1808 por las tropas de Napoleón, ha sido recientemente reconstruido a tamaño natural y es visitable en dicho Observatorio.

## Otros descubrimientos y teorías

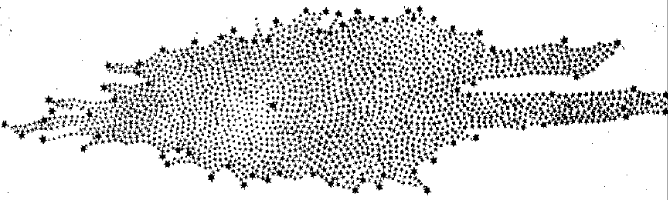
Modelo de la Vía Láctea según Herschel (con el Sol en el centro).

William Herschel no solo fabricó los mejores telescopios de su tiempo, descubrió planetas, lunas, cometas y más de 2500 galaxias y nebulosas y comprendió que el Sol nos lleva hacia Hércules (constelación): incursionó también en todas las ramas de su ciencia —conocidas y por conocer—, inaugurando incluso algunas nuevas. 
Estudió el movimiento propio de las estrellas, diseñó un muy correcto modelo de la Vía Láctea basándose en sus estadísticas de las poblaciones de estrellas en cada sector del cielo, expuso ideas acerca de la naturaleza de las nebulosas y sentó una primitiva teoría de "universos-islas" que ya había sido adelantada por el filósofo Emmanuel Kant.
Hecho todo esto, tuvo tiempo aún para profundizar en la física y analizar la naturaleza del calor, descubriendo los rayos infrarrojos al hacer pasar la luz solar por un prisma y midiendo la temperatura registrada por un termómetro más allá de la región rojiza del espectro visible. El termómetro demostró la existencia de una forma de luz invisible más allá del color rojo.

## Sociedad Lunar
Fue miembro esporádico de la Sociedad Lunar.

## Herschel y Napoleón

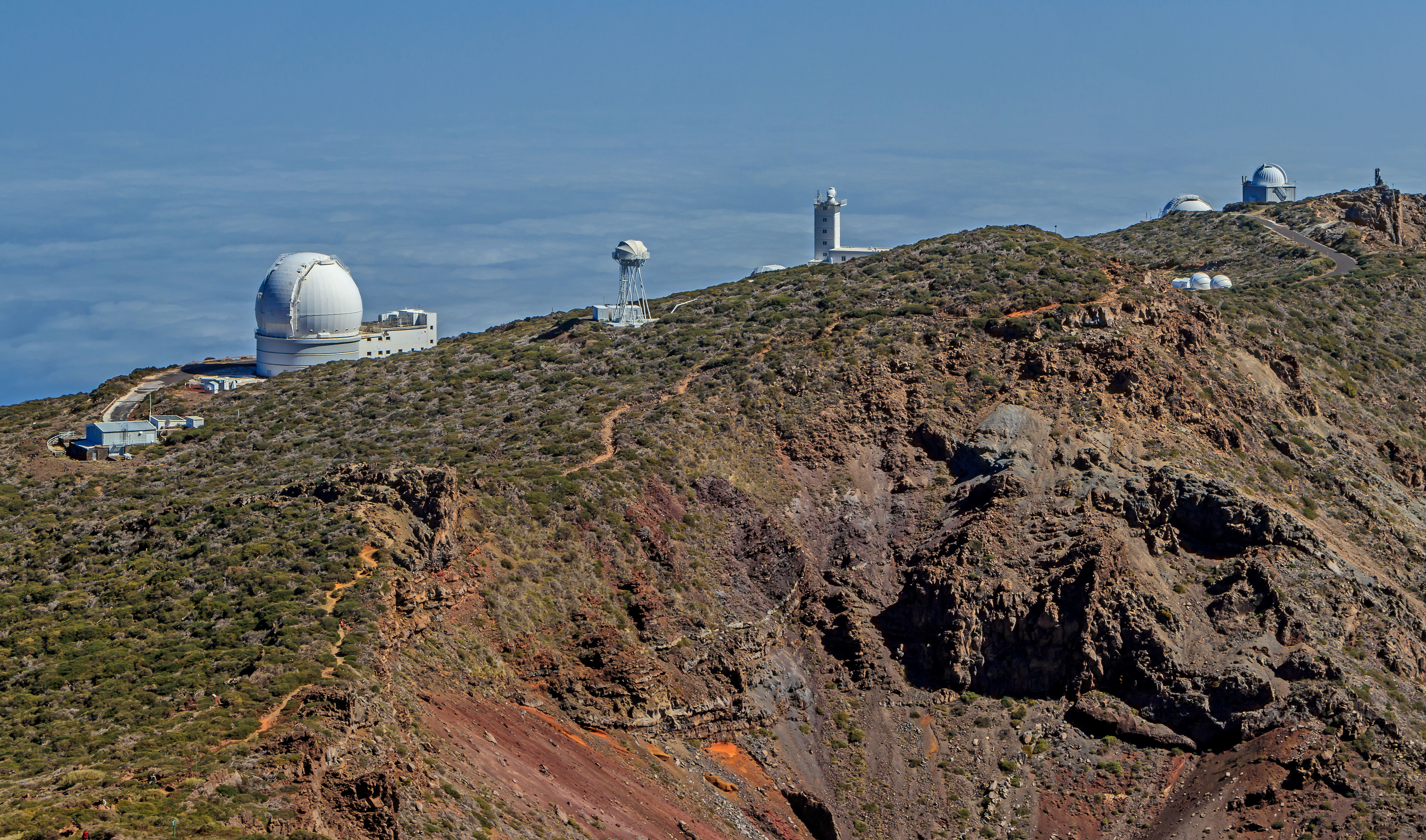
El telescopio Herschel (primero por la izquierda) en el Observatorio del Roque de los Muchachos, Islas Canarias.

En 1801 Herschel viajó a París, donde se reunió con los renombrados científicos franceses Pierre Simon Laplace y el ya anciano Messier.
Enterado Napoleón de la presencia de estas tres celebridades reunidas, los recibió en su despacho oficial y pasó con ellos largas horas interesándose por sus descubrimientos.
En 1806 Napoleón le impuso la Cruz de la Legión de Honor.

## Obras musicales
Herschel tocaba violín, oboe y órgano.
Las obras completas de Herschel son las siguientes:
- 18 sinfonías para pequeña orquesta (1760-1762)
- 6 sinfonías para gran orquesta (1762-1764)
- 12 concertos para oboe, violín y viola (1759-1764)
- 2 concertos para órgano
- 6 sonatas para violín, chelo y clavecín (p. 1769)
- 12 solos para violín y bajo continuo (1763)
- 24 capriccios y 1 sonata para violín solo
- 1 andante para dos oboes, dos cornos franceses, dos corno di bassetto y dos fagots.

Varias obras vocales incluyendo un "Te Deum", salmos, motetes y cantos sacros junto a cánones.
Obras para teclado (órgano y clavecín):
- 6 fugas para órgano
- 24 sonatas para órgano (10 perdidas)
- 33 voluntarios y piezas para órgano (incompletas)
- 24 piezas para órgano (incompletas)
- 12 voluntarios (11 perdidas)
- 3 sonatas para clavecín
- 25 variaciones en escala ascendente
- 2 minuetos para clavecín

## Fallecimiento
William Herschel falleció el 25 de agosto de 1822 en su casa de Slough, a la avanzada edad de 84 años. Trabajó hasta los últimos momentos con un telescopio de mediana abertura, ya que el mayor que construyó dejó de utilizarlo en 1815. Tras su fallecimiento, la familia celebró una misa de réquiem en el interior del tubo.
Al morir William, su hermana Caroline abandonó Inglaterra y volvió a Hannover. Su esposa Mary se quedó en el hogar familiar hasta su propia muerte, ocurrida diez años después.
John Herschel se convirtió a su vez en un astrónomo tan reputado como su padre, y durante los once años siguientes a la muerte de aquel continuó perfeccionando, corrigiendo y profundizando las magníficas observaciones de William.

## Homenajes póstumos

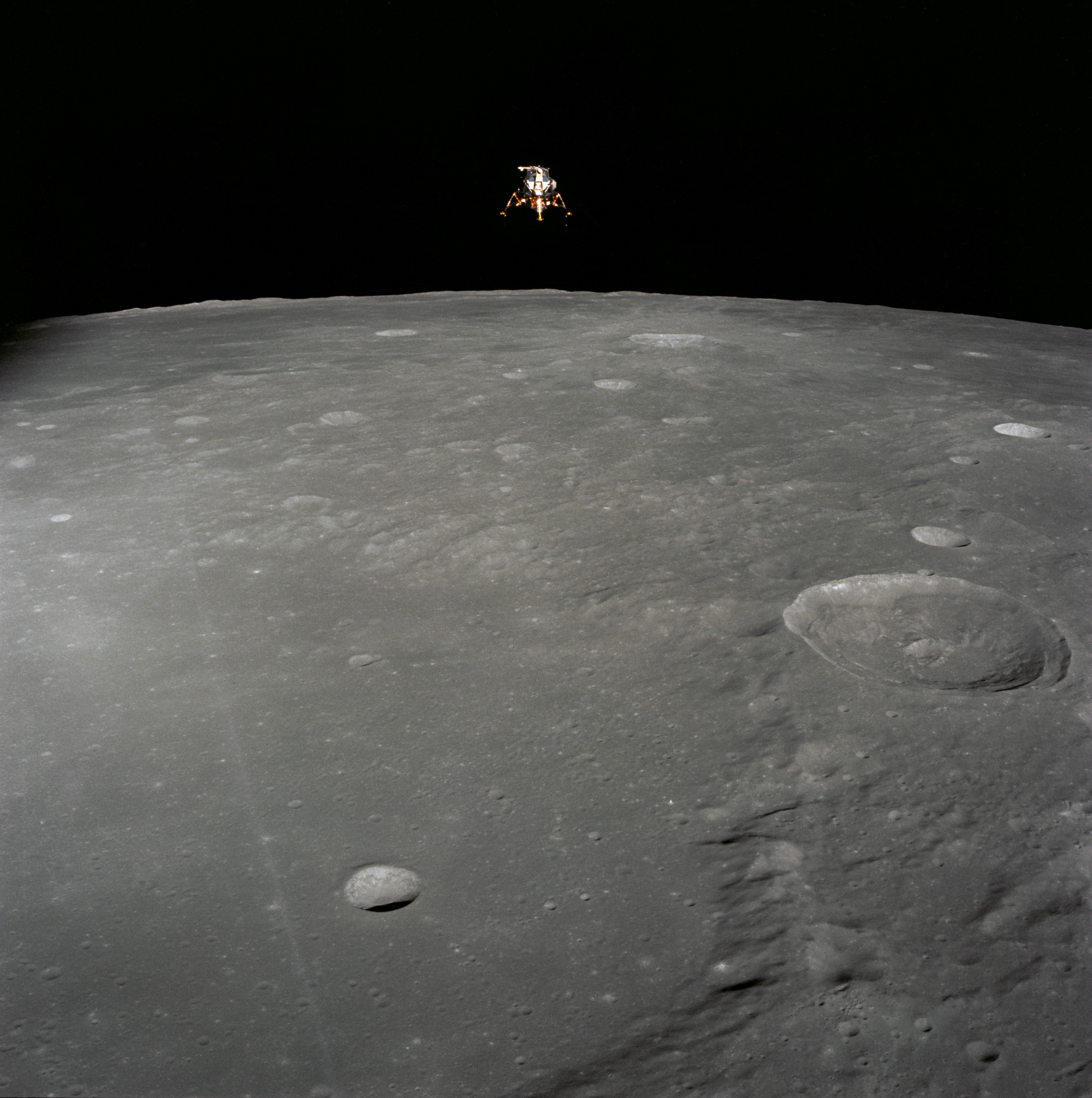
Apolo 12 descendiendo a la izquierda del gran cráter Herschel.

La ciencia ha homenajeado a William Herschel de múltiples y diferentes maneras: así, en el patio de la casa de Slough se ha erigido un monumento, ubicado en el preciso lugar donde William montó su enorme telescopio.
Un cráter lunar de 40 km de diámetro recibió su nombre en 1935, al igual que un cráter de la luna Mimas en 1982. Así mismo, el asteroide descubierto en 1960 por J. Schubart ha sido bautizado (2000) Herschel, y también uno de los telescopios del grupo Isaac Newton ubicado en las islas Canarias, España.
Por último, el observatorio espacial lanzado por la ESA el 14 de mayo de 2009, destinado a observar el Universo en el infrarrojo, ha recibido el nombre de Observatorio Espacial Herschel. Con su espejo de 3,5 m de diámetro, es el mayor telescopio espacial construido hasta el momento.
Un cráter en la Luna de 304 km de diámetro lleva el nombre de su hijo John Herschel, y otro lleva el nombre de su hermana Caroline, que pacientemente y durante décadas le ayudó con sus observaciones.
Los elementos astronómicos nombrados en honor de William Herschel son:
- Cráter lunar Herschel
- Cráter marciano Herschel
- Cráter Herschel en el satélite Mimas
- Asteroide 2000 Herschel